# 시흥 나들목
시흥 나들목(Siheung IC)은 경기도 시흥시 대야동과 계수동에 걸쳐 설치된 수도권제1순환고속도로의 27번 교차로이다. 시흥시내 및 부천시, 서울특별시 구로구 등지로 진출할 수 있으며, 계획 당시 가칭은 대야 나들목이었다.

## 연혁
- 1992년 8월 20일 : 나들목 신설을 위해 반월도시계획시설 교통광장에 시흥시 계수동, 대야동 일대를 대야 나들목으로 고시[1]
- 1999년 11월 26일 : 서울외곽순환고속도로 산본 ~ 장수 구간 개통에 따라 영업 개시[2]

## 구조물 정보
- 위치: 경기도 시흥시 대야동, 계수동

## 접속하는 도로
- 서해안로
- 간접 연결 : 국도 제39호선 (호현로, 대야오거리 이용)